# Судововишнянська міська територіальна громада
Судововишнянська міська громада — територіальна громада в Україні, в Яворівському районі Львівської області. Адміністративний центр — місто Судова Вишня.
Площа громади — 144,3 км², населення — 12 558 осіб (2024).
Утворена 8 вересня 2016 року шляхом об'єднання Судововишнянської міської ради та Дмитровицької, Довгомостиської сільських рад Мостиського району.
Розпорядженням Кабінету міністрів України № 624-р від 27 травня 2020 р. територію громади було збільшено шляхом доєднання ще двох сільських рад — Маломокранської та Дидятицької В результаті цього кількість населених пунктів, які входять до складу Судовишнянської міської територіальної громади зросло від 9 до 19, а площа збільшилася від 80,1 км² до 144,3 км². Тоді ж в результаті нового адміністративно-територіального поділу громада після ліквідації Мостиського району стала частиною новоутвореного Яворівського району.

## Населені пункти
До складу громади входять місто (Судова Вишня) і 18 сіл:
- Довгомостиський старостинський округ — староста Оксана Павлів

1. Довгомостиська
2. Бортятин
3. Княжий Міст
4. Новосільці

- Дмитровицький старостинський округ — староста Іван Будзин

1. Дмитровичі
2. Волостків
3. Загороди
4. Заріччя

- Мокрянський старостинський округ:

1. Малі Мокряни
2. Великі Мокряни
3. Берці
4. Макунів
5. Шишоровичі

- Дидятицький старостинський округ:

1. Дидятичі
2. Вовчищовичі
3. Велика Діброва
4. Мала Діброва
5. Кульматичі